# Chaostage – We Are Punks!
Chaostage – We Are Punks! ist ein deutscher Independentfilm des Regisseurs Tarek Ehlail. Der Episodenfilm beruht auf dem Roman Chaostage des Zap-Herausgebers Moses Arndt. Für die Realisierung des Films konnte Ehlail zahlreiche bekannte Darsteller inner- und außerhalb der Punk-Szene gewinnen.

## Handlung
Der Film hat keine stringente Handlung, sondern entwickelt sich aus mehreren Episoden hin zu einer Straßenschlacht zwischen neonazistischen Skinheads, Punks und der Polizei. Die einzelnen Szenen werden dabei von verschiedenen Szeneikonen, wie Moses Arndt (Herausgeber des Fanzines Zap und Verfasser des gleichnamigen Romans), Wolfgang Wendland, Karl Nagel, Ben Becker, „Tommy“ Koeppe (Molotow Soda), Willi Wucher (Sänger von Pöbel & Gesocks), Dirk Jora (Sänger von Slime), Wally Walldorf (Sänger von Toxoplasma), Tobias Scheiße (Hammerhead), Mike Spike Froidl, Archi Alert, Mirco „Micro“ Bogumil (Abstürzende Brieftauben) und Babette G. (The Vageenas) kommentiert.
Die Episoden handeln im Einzelnen von:
- Didi, der unter Depressionen leidet, seit seine Freundin mit ihm Schluss gemacht hat und nun ihr nymphomanisches Dasein auslebt und sich als Striptease-Tänzerin ihr Geld verdient. Er besäuft sich allein in seiner Punk-WG und ertrinkt in der volllaufenden Badewanne. Durch das Gewicht des Wassers stürzt die Decke des Supermarkts ein.
- Mitch, der eine Rechnung mit der Polizei zu begleichen hat und seinen Widersacher Kommissar Brunner und dessen Kollegen Severin (Bruder von Anita) mit einem Scharfschützengewehr erschießt.
- Anita, Gespielin von Nazi-Skin Eddie und Schwester von Severin, die auch mit Mitch flirtet
- einer Gruppe von Punks auf dem Weg zu und bei einem Konzert der Deutschpunk-Band Toxoplasma
- einer Naziclique um Anführer Eddie, der mit S/M-Schwulenpornos sein Geld verdient

Nachdem die Decke des Markts eingestürzt ist, informieren die Punks alle ihre Freunde und veranstalten ein Freibierfest, das jedoch von der Polizei und den Neonazis (die Vergeltung für das Verprügeln eines „Kameraden“ wollen) gestört wird. Es entstehen Krawalle, die die Stadt in Schutt und Asche legen. Die Punk-Band Pestpocken spielt dazu auf. Mitch und Anita wollen zusammen durchbrennen und sehen die Krawalle vor Didis Wohnung. Mitch tritt aufs Gas. Der Film lässt offen, wie es mit den beiden weitergeht.